# Station Aix-La Marsalouse
Station Aix-La Marsalouse is een spoorwegstation in de Franse gemeente Aix.   